# Constantin Bălcescu
Constantin Bălcescu (n.  ?) a fost un politician român din secolul al XIX-lea, ministru de finanțe în guvernul de la București al lui Ștefan Golescu, între 12 mai - 11 iulie 1861, realizat după Mica Unire (de la 5/24 ianuarie 1859), dar înainte de unirea administrativă a Principatelor Unite. 

## Funcții politice
A fost ministru de finanțe în guvernul Ștefan Golescu de la București.